# 褐頭鴉雀
，是雀形目鸦雀科的一种鸟类。

## 特征
红头鸦雀体重约32克，翼长约86毫米，嘴峰长约15.7毫米，喙宽度约5.7毫米，喙厚度约10.1毫米，跗蹠长约26.3毫米，尾长约79.9毫米。红头鸦雀在其分布区内为留鸟，其栖息在半开放的高大树木组成的森林中，食性为杂食性，主要食物来源是陆生无脊椎动物。

## 亚种
- ：分布于阿萨姆南部（雅鲁藏布江以南）至缅甸北部和东部。
- ：分布于北越中部的高地。[4]